# سفارة اليابان في واشنطن العاصمة

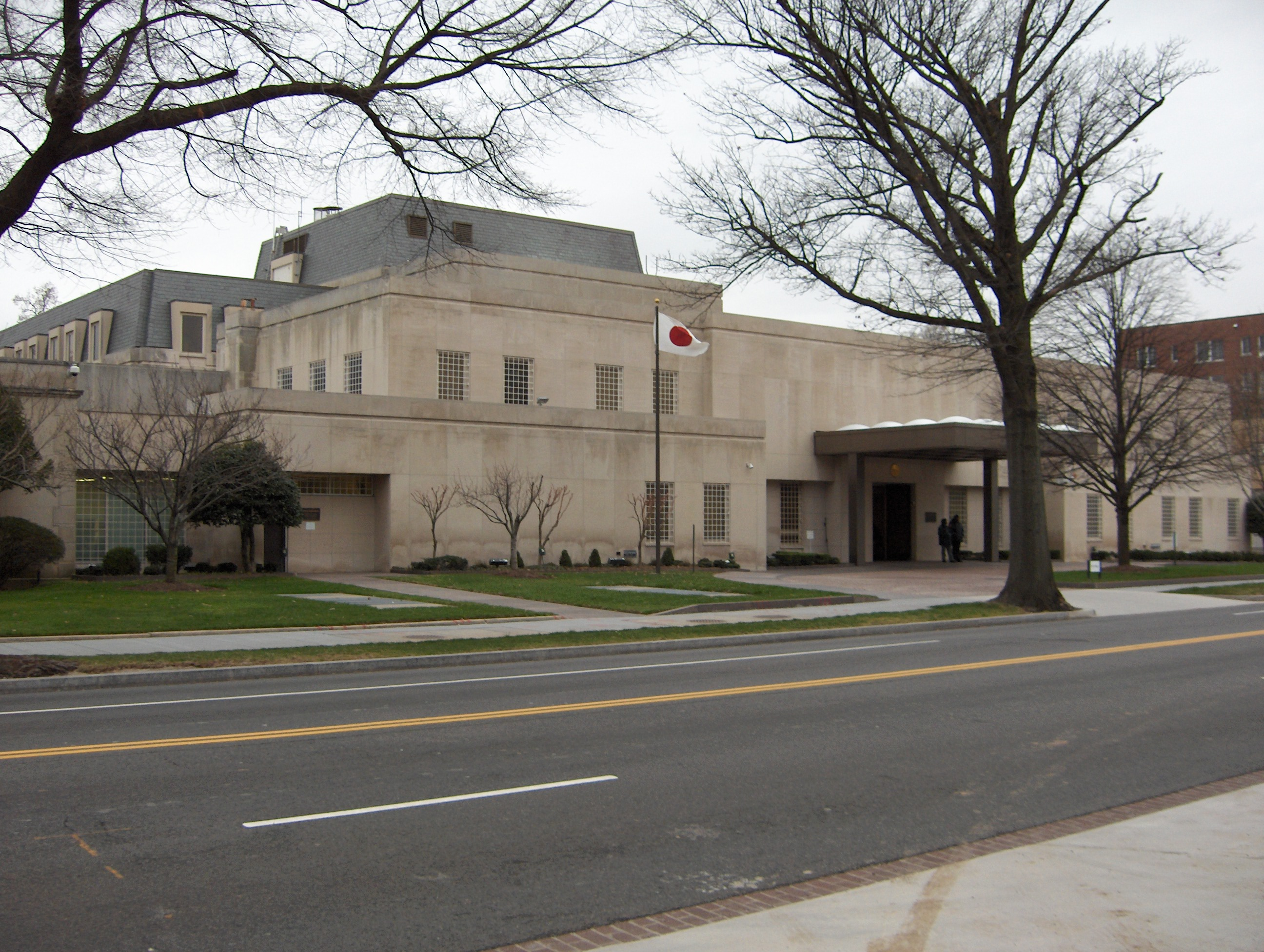
السفارة اليابنية في واشنطن العاصمة

سفارة اليابان في واشنطن العاصمةهي بعثة دبلوماسية من اليابان إلى الولايات المتحدة .
تقع في 2520 شارع ماساتشوستس ، شمال غرب، واشنطن العاصمة,في حي إمباسي رو .
السفير هو ايتشيرو فوجيساكي.

## أحداث
زار الرئيس باراك أوباما السفارة للتعبير عن تعازيه في زلزال وتسونامي توهوكو 2011.

## وصلات خارجية
- الموقع الرسمي
- ويكيمابيا